# Qiongzhong

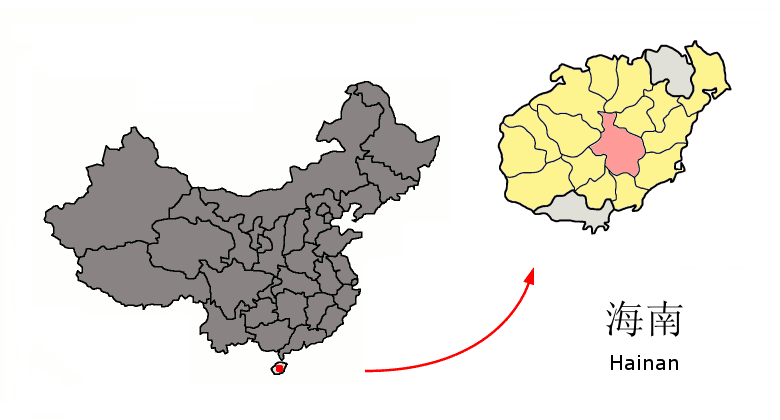
Lage des autonomen Kreises Qiongzhong (rosa) in dem direkt der Provinz unterstellten Gebiet (gelb)

Der Autonome Kreis Qiongzhong der Li und Miao (琼中黎族苗族自治县,  Qióngzhōng Lízú Miáozú zìzhìxiàn) ist ein autonomer Kreis in der Provinz Hainan im Süden der Volksrepublik China. Die Fläche beträgt 2.677 Quadratkilometer und die Einwohnerzahl 179.586 (Stand: Zensus 2020). Sein Hauptort ist die Großgemeinde Yinggen (营根镇). 